# Südjapanische Hemlocktanne
Die Südjapanische Hemlocktanne, Japanische Hemlocktanne oder Araragi-Hemlocktanne (Tsuga sieboldii, japanisch 栂, Tsuga) ist ein Nadelbaum aus der Gattung der Hemlocktannen.

## Beschreibung

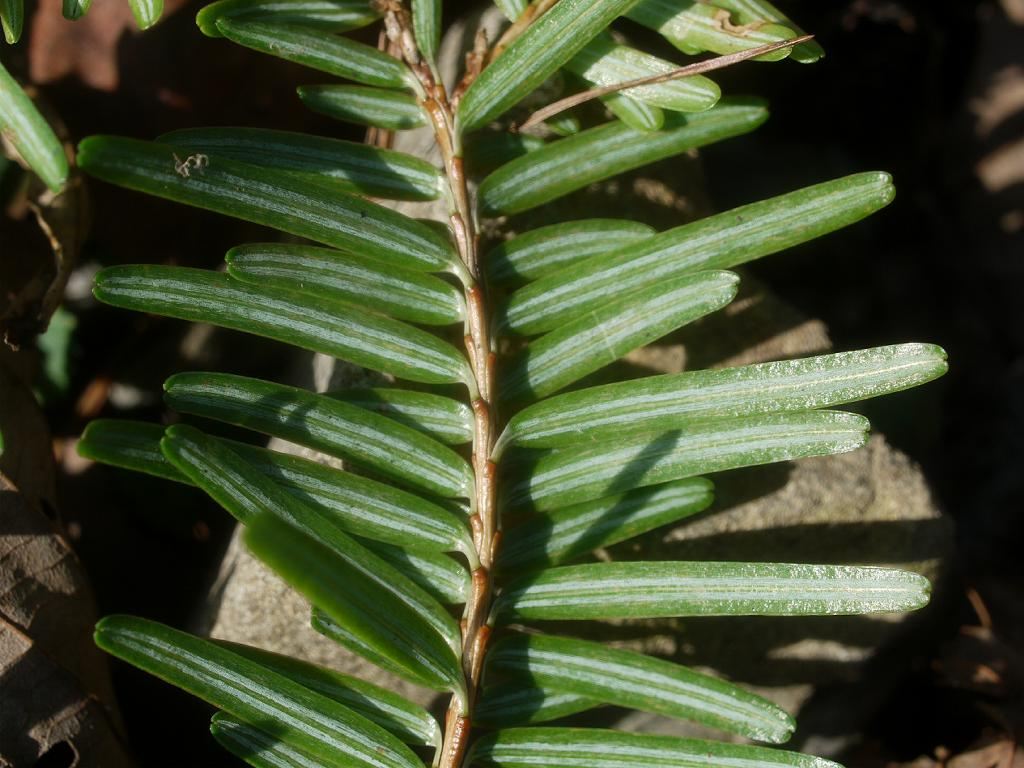
Nadelunterseite

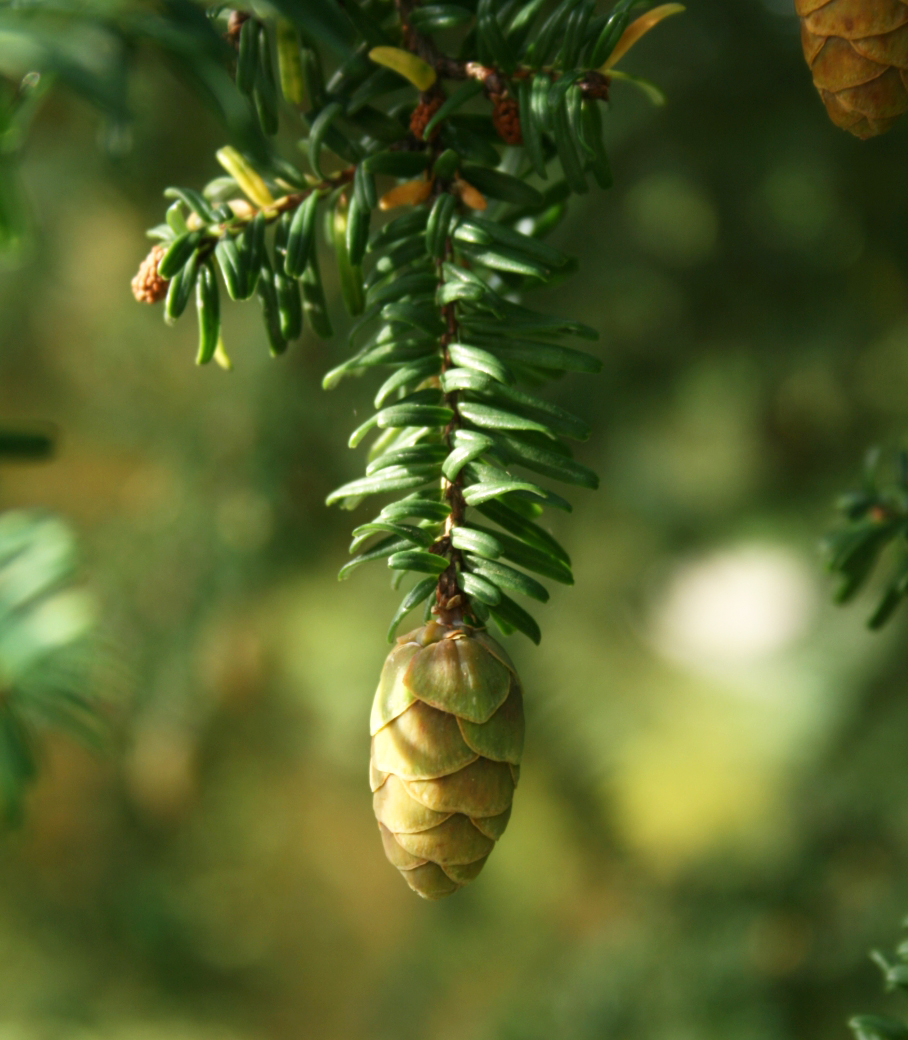
Zweig mit Zapfen

Die Südjapanische Hemlocktanne ist ein bis zu 30 Meter hoher Baum mit einem einzelnen geraden oder gekrümmten Stamm, der einen Brusthöhendurchmesser von bis zu 250 Zentimeter erreichen kann. In Kultur bleibt sie meist niedriger oder wächst strauchförmig. Die Krone ist eiförmig, die Äste stehen waagrecht ausgebreitet und haben überhängende Spitzen. Die Borke ist dunkelgrau, rau und schuppig. Die Triebe sind kahl und hell-orange bis rotbraun, die Knospen zugespitzt und rötlich gelb.
Die ganzrandigen Nadeln stehen locker und nicht streng gescheitelt an den Zweigen. Sie werden 6 bis 22 Millimeter lang und 3 Millimeter breit. Die Oberseite ist glänzend dunkelgrün, die Unterseite zeigt zwei schmale und wenig auffallende Spaltöffnungsstreifen, die Nadelspitze ist gekerbt. Die gelben Pollenzapfen stehen in Gruppen und werden 3 bis 5 Millimeter lang. Die Samenzapfen stehen an den äußeren Zweigen der Krone. Sie sind eiförmig, 2 bis 2,5 Zentimeter lang und lang gestielt. Die Zapfenschuppen sind glänzend braun und kreisrund. Die Samen werden 2 bis 3 Millimeter lang und 1,5 Millimeter breit und haben einen 5 bis 6 Millimeter langen und 3 Millimeter breiten Flügel.
Die Chromosomenzahl beträgt 2n = 24.

## Verbreitung und Ökologie
Das Verbreitungsgebiet der Art erstreckt sich über die japanischen Inseln Honshu, Kyushu und Shikoku südlich des 36. nördlichen Breitengrads, man findet sie auch in Südkorea in der Provinz Gyeongsangbuk-do.
Die Südjapanische Hemlocktanne wächst in kühlfeuchten Wäldern in Höhen von 500 bis 1500 Metern auf durchlässigen, frischen bis feuchten, sauren bis neutralen, sandigen oder kiesig-humosen, nährstoffreichen Böden. Böden mit höherem Kalkgehalt meidet sie. Man findet sie an sonnigen und halbschattigen Standorten mit jährlichen Niederschlagsmengen zwischen 1000 und 2000 Millimeter. Sie ist frosthart.
Sie wächst selten in Reinbeständen, meist in gemischten Nadelwäldern zusammen mit der Momi-Tanne (Abies firma), der Japanischen Douglasie (Pseudotsuga japonica), der Hinoki-Scheinzypresse (Chamaecyparis obtusa), der Sicheltanne (Cryptomeria japonica), der Japanischen Rotkiefer (Pinus densiflora), der Mädchen-Kiefer (Pinus parviflora) und der Schirmtanne (Sciadopitys verticillata).

## Systematik und Taxonomie
Die Südjapanische Hemlocktanne (Tsuga sieboldii) ist eine Art der Gattung der Hemlocktannen (Tsuga). Dort wird sie der Untergattung Tsuga zugeordnet. Die Nordjapanische Hemlocktanne (Tsuga diversifolia) wird unter dem Synonym Tsuga sieboldii var. nana auch als Varietät der Südjapanischen Hemlocktanne gesehen. Das Artepitheton ehrt den deutschen Botaniker Philipp Franz von Siebold.
Synonyme für Tsuga sieboldii Carrière sind: Pinus sieboldii A.Murray bis, Abies araragi Siebold, Abies tsuga Siebold & Zucc., Pinus tsuga (Siebold & Zucc.) Antoine, Tsuga araragi (Endl.) Koehne.

## Nachweise